# Фроттола
Фро́ттола (итал. frottola, точная этимология неизвестна), в итальянской музыке конца XV — начала XVI веков — песня на 3-4 голоса лирического характера, большей частью в моноритмической фактуре, слегка украшенной имитационной полифонией, с ярко выраженными метрическими акцентами.

## Этимология
Наиболее распространена точка зрения (NGD, Metzler Lexikon Literatur и др.), что frottola происходит от средневекового латинского frocta (ср. современное итал. frotta) — мешанина, нагромождение, клубок и т.п. Такая этимология объясняет понимание фроттолы в сборниках Оттавиано Петруччи, Андреа Антико и других ранних издателей как многоголосной песни (канцоны) на текст любой поэтической формы — барцелетты, страмботто, капитоло, сонета, виллотты, Giustiniana и пр.. Существует также точка зрения, что frottola в переводе с итальянского — шутка, выдумка.

## Краткая характеристика
Как правило, фроттолы писались в строфической форме (одна и та же музыка для каждой строфы текста); поэтическая форма обычно содержит рефрен. Стихи фроттолы — любовная лирика в разнообразных формах, среди которых были особенно популярны бардзеллетта (barzelletta, с чертами виреле), strambotto, capitolo, canzona и даже сонет.
Фроттолы нотировались как сочинения для небольшого вокального ансамбля и издавались, как и все другие многоголосные песни того времени, не в партитуре, а в виде набора голосов. Все голоса содержат текст (сопрано – полный, остальные — только инципиты), что предполагает чисто вокальное исполнение. По мнению исследователей, возможно также исполнение полифонических фроттол как гомофонных пьес (вокалист + аккомпанирующие инструменты).
Крупнейшие авторы фроттолы — Маркетто Кара (самая популярная у него — «Hor venduto ho la speranza», с рефреном) и Бартоломео Тромбончино («Vale, diva mia, va in pace», «Sù, sù, leva, alza le ciglia»), деятельность которых связана с мантуанским двором. К числу самых известных в истории музыки фроттол относится «In te Domine speravi» Жоскена, написанная на итальянском языке с библейским инципитом на латыни (показан фрагмент):

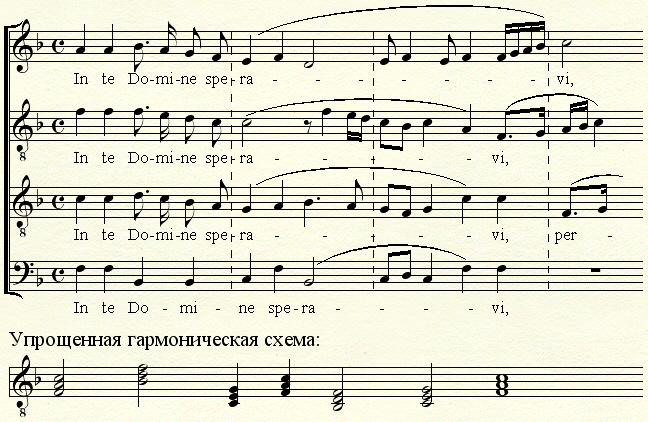

Многие фроттолы (в том числе, совершенно неизвестных и анонимных композиторов) опубликованы в сборниках популярной многоголосной музыки, которые выпускал в первых двух десятилетиях XVI века Оттавиано Петруччи (первый сборник фроттол выпустил в Венеции, в 1504 году). В стиле фроттолы сочинялись и более крупные формы, например, месса Лодовико Фольяно (на неидентифицированный cantus firmus).

## Значение для эволюции гармонии
Наряду с другими многоголосными песенными жанрами (вилланеллой, канцонеттой, вильянсико, баллетто и др.), равно как и итальянским фобурдоном в богослужебной музыке, фроттола дала сильнейший толчок развитию аккордового чувства, метрической экстраполяции и (в конечном итоге) гармонической тональности. Излюбленный пример фроттолы, которую рассматривают с точки зрения нарождающейся тональности,— «Non mi pento esser ligato» (авторство приписывают некоему композитору по имени Ioannes Lulinus).